# Sentiero dei Franchi
Il sentiero dei Franchi è un percorso escursionistico che si sviluppa nella val di Susa in Piemonte.

## Aspetti storici
L'itinerario ricalca l'ipotetico sentiero che Carlo Magno e le sue truppe avrebbero seguito nel 773 per aggirare dall'alto l'esercito dei Longobardi accampato a Chiusa di San Michele nel fondovalle. La leggenda, successivamente ripresa da Alessandro Manzoni nella tragedia Adelchi (atto II, scena III), narra che a fare da guida a Carlo Magno su questo sentiero fu un certo diacono Martino, inviato dall'arcivescovo di Ravenna su disposizione del papa.
La successiva battaglia delle Chiuse longobarde determinò la penetrazione dei Franchi in Piemonte e di lì a poco la fine del regno dei Longobardi nel nord Italia dopo due secoli di dominio incontrastato.

## Tracciato
Il tracciato parte dalla Sacra di San Michele e, mantenendosi sempre sulla destra orografica della valle, raggiunge dopo circa 70 km il comune di Oulx.

## Segnaletica
Il percorso escursionistico è indicato con segni di vernice gialla oppure con segnavia bianchi e rossi recanti la sigla "SF", oltre che con numerosi cartelli.